# John Balfour (Politiker)
John Balfour (* 6. November 1750; † 15. Oktober 1842) war ein schottischer Politiker.

## Leben
John Balfour wurde am 6. November 1750 als ältester Sohn von William Balfour und dessen Ehefrau Elizabeth geboren. Zwischen 1766 und 1770 studierte Balfour an der Universität Aberdeen. Zwei Jahre später schloss er sich der Ostindien-Kompanie an und blieb bis 1795 für sie tätig. Er begann als Justizbeamter und Leichenbeschauer und setzte seine Karriere dann erfolgreich im kaufmännischen Bereich fort. Im November 1783 ehelichte Balfour in Madras Henrietta Sullivan.
Die Anstellung bei der Ostindien-Kompanie zahlte sich für Balfour finanziell aus und er vermochte es ein beachtliches Vermögen aufzubauen. Auf den heimischen Orkneyinseln war er ein Laird und trug vorbereitend zum Bau des Familiensitzes Balfour Castle bei. Um 1804 verlegte Balfour seinen Wohnsitz nach England. Er lebte in der Umgebung von London oder in der Stadt selbst. John Balfour verstarb am 15. Oktober 1842.

## Politischer Werdegang
Bei den Unterhauswahlen 1790 bewarb sich Balfour um das Mandat des Wahlkreises Orkney and Shetland. Mit 19 zu 13 Stimmen setzte er sich gegen den amtierenden Kandidaten Thomas Dundas durch und zog in der Folge erstmals in das britische Unterhaus ein. Zusammen mit den Familien Honyman und Laing reichte Thomas Dundas eine Petition zur Annullierung des Wahlergebnisses ein, welche jedoch letztlich als unbegründet abgeschmettert wurde. Auf Grund der angespannten Situation infolge des Kampfes um die Vorherrschaft auf den Orkneyinseln zwischen obengenannten Familien, gab Balfour bekannt, bei den Unterhauswahlen 1796 für keine weitere Amtszeit zu kandidieren. Sein Nachfolger wurde Robert Honyman.
Ein zweites Mal vertrat John Balfour zwischen 1820 und 1826 den Wahlkreis Orkney and Shetland. Bei den Wahlen setzte er sich mit 19 zu 14 Stimmen gegen Richard Bempdé Johnstone Honyman und beerbte im Unterhaus George Heneage Lawrence Dundas, der das Mandat seit 1818 innehatte. Bei den Wahlen 1826 trat Balfour nicht mehr an und das Mandat ging abermals an seinen Vorgänger George Dundas.